# Sølve Jokerud Strand
Sølve Jokerud Strand (ur. 5 sierpnia 2000) – norweski skoczek narciarski, reprezentant klubu Vikersund IF. Medalista mistrzostw kraju.
Jego starszy brat, Knut Jokerud Strand, również był skoczkiem narciarskim.

## Przebieg kariery
Strand w oficjalnych zawodach międzynarodowych rozgrywanych pod egidą FIS zadebiutował w lutym 2019 w Rastbüchl – w swoim pierwszym konkursie FIS Cupu zajął 35. lokatę, a dzień później zdobył pierwsze w karierze punkty tego cyklu, plasując się na 24. pozycji.
W lipcu 2021 w Kuopio w debiucie w Letnim Pucharze Kontynentalnym  uplasował się na 15. i 24. miejscu, zdobywając pierwsze punkty zawodów tej rangi. W sezonie zimowym 2021/2022 wszystkie starty w Pucharze Kontynentalnym zakończył w czołowej trzydziestce, w tym dwa – w najlepszej dziesiątce. W marcu 2022 po raz pierwszy przystąpił do rywalizacji w Pucharze Świata, odpadając w kwalifikacjach do zawodów w Lillehammer i Oslo.
W lipcu 2022 zadebiutował w Letnim Grand Prix, zajmując dwukrotnie 38. miejsce w Wiśle. We wrześniu 2023 zdobył pierwsze punkty tego cyklu – zawody w Râșnovie ukończył na 21. i 22. pozycji.
7 grudnia 2024 po raz pierwszy stanął na podium Pucharu Kontynentalnego, zajmując 3. lokatę w konkursie w Zhangjiakou. 13 marca 2025 zadebiutował w zawodach głównych Pucharu Świata, zajmując 34. miejsce w Oslo. 16 marca w Vikersund zdobył pierwsze punkty cyklu po zajęciu 28. pozycji, a kolejne zawody, 22 marca w Ruce, ukończył na 29. miejscu.
Stawał na podium mistrzostw Norwegii. Indywidualnie zdobył srebrny medal na skoczni dużej we wrześniu 2023. W rozgrywanych w letniej części sezonu zawodach drużynowych mężczyzn, reprezentując okręg Buskerud, zdobył złoty medal w 2021, srebrny w 2020, 2022 i 2023 oraz brązowy w 2019. W drużynie mieszanej zdobył złoto w 2024.

## Puchar Świata

### Miejsca w klasyfikacji generalnej
| Sezon     | Miejsce |
| --------- | ------- |
| 2024/2025 | 61.     |

### Miejsca w poszczególnych konkursach indywidualnychPucharu Świata
stan po zakończeniu sezonu 2024/2025
| Źródło | Źródło            | Źródło     | Źródło     | Źródło      | Źródło            | Źródło                 | Źródło                 | Źródło          | Źródło           | Źródło                       | Źródło                       | Źródło              | Źródło              | Źródło         | Źródło                 | Źródło                 | Źródło          | Źródło          | Źródło            | Źródło            | Źródło            | Źródło        | Źródło     | Źródło           | Źródło           | Źródło        | Źródło        | Źródło        | Źródło | Źródło | Źródło | Źródło | Źródło | Źródło | Źródło | Źródło | Źródło | Źródło | Źródło | Źródło | Źródło | Źródło | Źródło | Źródło | Źródło | Źródło | Źródło | Źródło | Źródło |
| --- | ----------------- | ---------- | ---------- | ----------- | ----------------- | ---------------------- | ---------------------- | --------------- | ---------------- | ---------------------------- | ---------------------------- | ------------------- | ------------------- | -------------- | ---------------------- | ---------------------- | --------------- | --------------- | ----------------- | ----------------- | ----------------- | ------------- | ---------- | ---------------- | ---------------- | ------------- | ------------- | ------------- | ------ | ------ | ------ | ------ | ------ | ------ | ------ | ------ | ------ | ------ | ------ | ------ | ------ | ------ | ------ | ------ | ------ | ------ | ------ | ------ | ------ |
| Sezon 2021/2022 |                   |            |            |             |                   |                        |                        |                 |                  |                              |                              |                     |                     |                |                        |                        |                 |                 |                   |                   |                   |               |            |                  |                  |               |               |               |        |        |        |        |        |        |        |        |        |        |        |        |        |        |        |        |        |        |        |        |        |
| Niżny Tagił HS134 | Niżny Tagił HS134 | Ruka HS142 | Ruka HS142 | Wisła HS134 | Klingenthal HS140 | Klingenthal HS140      | Engelberg HS140        | Engelberg HS140 | Oberstdorf HS137 | Garmisch-Partenkirchen HS142 | Bischofshofen HS142          | Bischofshofen HS142 | Bischofshofen HS142 | Zakopane HS140 | Titisee-Neustadt HS142 | Titisee-Neustadt HS142 | Willingen HS147 | Willingen HS147 | Lahti HS130       | Lahti HS130       | Lillehammer HS140 | Oslo HS134    | Oslo HS134 | Oberstdorf HS235 | Oberstdorf HS235 | Planica HS240 | Planica HS240 | punkty        | punkty | punkty | punkty | punkty | punkty | punkty | punkty | punkty | punkty | punkty | punkty | punkty | punkty | punkty | punkty | punkty | punkty | punkty |        |        |        |
| - | -                 | -          | -          | -           | -                 | -                      | -                      | -               | -                | -                            | -                            | -                   | -                   | -              | -                      | -                      | -               | -               | -                 | -                 | q                 | q             | -          | -                | -                | -             | -             | 0             | 0      | 0      | 0      | 0      | 0      | 0      | 0      | 0      | 0      | 0      | 0      | 0      | 0      | 0      | 0      | 0      | 0      | 0      |        |        |        |
| Sezon 2024/2025 |                   |            |            |             |                   |                        |                        |                 |                  |                              |                              |                     |                     |                |                        |                        |                 |                 |                   |                   |                   |               |            |                  |                  |               |               |               |        |        |        |        |        |        |        |        |        |        |        |        |        |        |        |        |        |        |        |        |        |
| Lillehammer HS140 | Lillehammer HS140 | Ruka HS142 | Ruka HS142 | Wisła HS134 | Wisła HS134       | Titisee-Neustadt HS142 | Titisee-Neustadt HS142 | Engelberg HS140 | Engelberg HS140  | Oberstdorf HS137             | Garmisch-Partenkirchen HS142 | Innsbruck HS128     | Bischofshofen HS142 | Zakopane HS140 | Oberstdorf HS235       | Oberstdorf HS235       | Willingen HS147 | Willingen HS147 | Lake Placid HS128 | Lake Placid HS128 | Sapporo HS137     | Sapporo HS137 | Oslo HS134 | Vikersund HS240  | Vikersund HS240  | Lahti HS130   | Planica HS240 | Planica HS240 | punkty |        |        |        |        |        |        |        |        |        |        |        |        |        |        |        |        |        |        |        |        |
| q | -                 | -          | -          | -           | -                 | -                      | -                      | -               | -                | -                            | -                            | -                   | -                   | -              | -                      | -                      | -               | -               | -                 | -                 | -                 | -             | 34         | 34               | 28               | 29            | q             | -             | 5      |        |        |        |        |        |        |        |        |        |        |        |        |        |        |        |        |        |        |        |        |
| Legenda |                   |            |            |             |                   |                        |                        |                 |                  |                              |                              |                     |                     |                |                        |                        |                 |                 |                   |                   |                   |               |            |                  |                  |               |               |               |        |        |        |        |        |        |        |        |        |        |        |        |        |        |        |        |        |        |        |        |        |
| 1 2 3 4-10 11-30 poniżej 30 dq – dyskwalifikacja q – dyskwalifikacja w kwalifikacjach q – zawodnik nie zakwalifikował się - – zawodnik nie wystartował |                   |            |            |             |                   |                        |                        |                 |                  |                              |                              |                     |                     |                |                        |                        |                 |                 |                   |                   |                   |               |            |                  |                  |               |               |               |        |        |        |        |        |        |        |        |        |        |        |        |        |        |        |        |        |        |        |        |        |

### Miejsca w poszczególnych konkursach drużynowychPucharu Świata
stan po zakończeniu sezonu 2024/2025
| Sezon 2024/2025                                                                 | Sezon 2024/2025 | Sezon 2024/2025 | Lillehammer HS140 (mikst) | Titisee-Neustadt HS142 (duety) | Zakopane HS140 | Willingen HS147 (mikst) | Lake Placid HS128 (mikst) | Lahti HS130 (duety) | Planica HS240 |
| Sezon 2024/2025                                                                 | Sezon 2024/2025 | Sezon 2024/2025 | -                         | -                              | -              | -                       | -                         | 9                   | 6             |
| Legenda                                                                         |                 |                 |                           |                                |                |                         |                           |                     |               |
| 1 2 3 4-8 poniżej 8 (Duety: 1 2 3 4-12 poniżej 12) - – zawodnik nie wystartował |                 |                 |                           |                                |                |                         |                           |                     |               |

### Puchar Świata w lotach

#### Miejsca w klasyfikacji generalnej
| Sezon     | Miejsce |
| --------- | ------- |
| 2024/2025 | 45.     |

### Raw Air

#### Miejsca w klasyfikacji generalnej
| Sezon | Miejsce |
| ----- | ------- |
| 2022  | 66.     |
| 2025  | 36.     |

### Planica 7

#### Miejsca w klasyfikacji generalnej
| Sezon | Miejsce |
| ----- | ------- |
| 2025  | 38.     |

## Letnie Grand Prix

### Miejsca w klasyfikacji generalnej
| Sezon | Miejsce |
| ----- | ------- |
| 2023  | 62.     |

### Miejsca w poszczególnych konkursach indywidualnychLGP
stan po zakończeniu LGP 2024
| Źródło | Źródło           | Źródło           | Źródło        | Źródło          | Źródło            | Źródło          | Źródło          | Źródło            | Źródło | Źródło | Źródło | Źródło | Źródło | Źródło | Źródło | Źródło | Źródło | Źródło | Źródło | Źródło | Źródło | Źródło | Źródło | Źródło | Źródło | Źródło |
| --- | ---------------- | ---------------- | ------------- | --------------- | ----------------- | --------------- | --------------- | ----------------- | ------ | ------ | ------ | ------ | ------ | ------ | ------ | ------ | ------ | ------ | ------ | ------ | ------ | ------ | ------ | ------ | ------ | ------ |
| 2022 |                  |                  |               |                 |                   |                 |                 |                   |        |        |        |        |        |        |        |        |        |        |        |        |        |        |        |        |        |        |
| Wisła HS134 | Wisła HS134      | Courchevel HS135 | Râșnov HS97   | Hinzenbach HS90 | Klingenthal HS140 | punkty          | punkty          | punkty            | punkty | punkty | punkty | punkty | punkty | punkty |        |        |        |        |        |        |        |        |        |        |        |        |
| 38 | 38               | -                | -             | -               | -                 | 0               | 0               | 0                 | 0      | 0      | 0      | 0      | 0      | 0      |        |        |        |        |        |        |        |        |        |        |        |        |
| 2023 |                  |                  |               |                 |                   |                 |                 |                   |        |        |        |        |        |        |        |        |        |        |        |        |        |        |        |        |        |        |
| Courchevel HS132 | Courchevel HS132 | Szczyrk HS104    | Szczyrk HS104 | Râșnov HS97     | Râșnov HS97       | Hinzenbach HS90 | Hinzenbach HS90 | Klingenthal HS140 | punkty |        |        |        |        |        |        |        |        |        |        |        |        |        |        |        |        |        |
| - | -                | -                | -             | 21              | 22                | 43              | q               | -                 | 19     |        |        |        |        |        |        |        |        |        |        |        |        |        |        |        |        |        |
| 2024 |                  |                  |               |                 |                   |                 |                 |                   |        |        |        |        |        |        |        |        |        |        |        |        |        |        |        |        |        |        |
| Courchevel HS132 | Courchevel HS132 | Wisła HS134      | Wisła HS134   | Râșnov HS97     | Râșnov HS97       | Hinzenbach HS90 | Hinzenbach HS90 | Klingenthal HS140 | punkty | punkty | punkty | punkty | punkty | punkty | punkty | punkty | punkty |        |        |        |        |        |        |        |        |        |
| q | 32               | -                | -             | -               | -                 | -               | -               | -                 | 0      | 0      | 0      | 0      | 0      | 0      | 0      | 0      | 0      |        |        |        |        |        |        |        |        |        |
| Legenda |                  |                  |               |                 |                   |                 |                 |                   |        |        |        |        |        |        |        |        |        |        |        |        |        |        |        |        |        |        |
| 1 2 3 4-10 11-30 poniżej 30 dq – dyskwalifikacja q – dyskwalifikacja w kwalifikacjach q – zawodnik nie zakwalifikował się - – zawodnik nie wystartował |                  |                  |               |                 |                   |                 |                 |                   |        |        |        |        |        |        |        |        |        |        |        |        |        |        |        |        |        |        |

## Puchar Kontynentalny

### Miejsca w klasyfikacji generalnej
| Sezon     | Miejsce |
| --------- | ------- |
| 2021/2022 | 22.     |
| 2022/2023 | 68.     |
| 2023/2024 | 75.     |
| 2024/2025 | 27.     |

### Miejsca na podium w konkursach indywidualnych Pucharu Kontynentalnego chronologicznie
| Lp. | Dzień     | Rok  | Miejscowość | Skocznia  | Punkt K | HS     | Skok 1 | Skok 2  | Nota      | Lok. | Strata  | Zwycięzca        |
| --- | --------- | ---- | ----------- | --------- | ------- | ------ | ------ | ------- | --------- | ---- | ------- | ---------------- |
| 1.  | 7 grudnia | 2024 | Zhangjiakou | Snow Ruyi | K-95    | HS-106 | 94,0 m | 102,5 m | 216,4 pkt | 3.   | 4,7 pkt | Benjamin Østvold |

### Miejsca w poszczególnych konkursachPucharu Kontynentalnego
stan po zakończeniu sezonu 2024/2025
| Sezon 2021/2022                                                               |                   |                 |                 |                 |                 |                              |                              |                  |                  |                 |                   |                     |                     |                     |                     |                     |                     |                     |                     |                     |                |                |                |                |                |                |        |        |        |        |        |        |        |        |        |        |        |        |        |        |        |        |        |        |        |        |        |        |        |        |        |        |        |        |        |        |        |        |        |        |        |        |        |        |        |
| Zhangjiakou HS140                                                             | Zhangjiakou HS140 | Vikersund HS117 | Vikersund HS117 | Ruka HS142      | Ruka HS142      | Engelberg HS140              | Engelberg HS140              | Oberstdorf HS137 | Oberstdorf HS137 | Innsbruck HS128 | Innsbruck HS128   | Iron Mountain HS133 | Iron Mountain HS133 | Iron Mountain HS133 | Brotterode HS117    | Brotterode HS117    | Rena HS139          | Rena HS139          | Planica HS138       | Planica HS138       | Lahti HS130    | Lahti HS130    | Zakopane HS140 | Zakopane HS140 | Zakopane HS140 | punkty         | punkty | punkty | punkty | punkty | punkty | punkty | punkty | punkty | punkty | punkty | punkty | punkty | punkty | punkty | punkty | punkty | punkty | punkty | punkty | punkty | punkty | punkty | punkty | punkty | punkty | punkty | punkty | punkty | punkty | punkty | punkty | punkty | punkty | punkty | punkty | punkty | punkty | punkty | punkty |
| -                                                                             | -                 | 19              | 7               | 13              | 12              | 12                           | 4                            | 20               | 11               | 13              | 12                | -                   | -                   | -                   | 18                  | 19                  | 13                  | 24                  | 21                  | 26                  | -              | -              | -              | -              | -              | 306            | 306    | 306    | 306    | 306    | 306    | 306    | 306    | 306    | 306    | 306    | 306    | 306    | 306    | 306    | 306    | 306    | 306    | 306    | 306    | 306    | 306    | 306    | 306    | 306    | 306    | 306    | 306    | 306    | 306    | 306    | 306    | 306    | 306    | 306    | 306    | 306    | 306    | 306    | 306    |
| Sezon 2022/2023                                                               |                   |                 |                 |                 |                 |                              |                              |                  |                  |                 |                   |                     |                     |                     |                     |                     |                     |                     |                     |                     |                |                |                |                |                |                |        |        |        |        |        |        |        |        |        |        |        |        |        |        |        |        |        |        |        |        |        |        |        |        |        |        |        |        |        |        |        |        |        |        |        |        |        |        |        |
| Vikersund HS117                                                               | Vikersund HS117   | Ruka HS142      | Ruka HS142      | Engelberg HS140 | Engelberg HS140 | Planica HS138                | Planica HS138                | Sapporo HS137    | Sapporo HS137    | Sapporo HS137   | Eisenerz HS109    | Eisenerz HS109      | Klingenthal HS140   | Klingenthal HS140   | Rena HS139          | Rena HS139          | Iron Mountain HS133 | Iron Mountain HS133 | Iron Mountain HS133 | Iron Mountain HS133 | Zakopane HS140 | Zakopane HS140 | Lahti HS130    | Lahti HS130    | punkty         | punkty         | punkty | punkty | punkty | punkty | punkty | punkty | punkty | punkty | punkty | punkty | punkty | punkty | punkty | punkty | punkty | punkty | punkty | punkty | punkty | punkty | punkty | punkty | punkty | punkty | punkty | punkty | punkty | punkty | punkty | punkty | punkty | punkty | punkty | punkty | punkty | punkty | punkty | punkty |        |
| -                                                                             | -                 | -               | -               | -               | -               | -                            | -                            | -                | -                | -               | -                 | -                   | 15                  | 14                  | -                   | -                   | -                   | -                   | -                   | -                   | -              | -              | -              | -              | 34             | 34             | 34     | 34     | 34     | 34     | 34     | 34     | 34     | 34     | 34     | 34     | 34     | 34     | 34     | 34     | 34     | 34     | 34     | 34     | 34     | 34     | 34     | 34     | 34     | 34     | 34     | 34     | 34     | 34     | 34     | 34     | 34     | 34     | 34     | 34     | 34     | 34     | 34     | 34     |        |
| Sezon 2023/2024                                                               |                   |                 |                 |                 |                 |                              |                              |                  |                  |                 |                   |                     |                     |                     |                     |                     |                     |                     |                     |                     |                |                |                |                |                |                |        |        |        |        |        |        |        |        |        |        |        |        |        |        |        |        |        |        |        |        |        |        |        |        |        |        |        |        |        |        |        |        |        |        |        |        |        |        |        |
| Lillehammer HS140                                                             | Lillehammer HS140 | Ruka HS142      | Ruka HS142      | Engelberg HS140 | Engelberg HS140 | Garmisch-Partenkirchen HS142 | Garmisch-Partenkirchen HS142 | Innsbruck HS128  | Innsbruck HS128  | Sapporo HS137   | Sapporo HS137     | Sapporo HS137       | Willingen HS147     | Willingen HS147     | Lillehammer HS140   | Lillehammer HS140   | Brotterode HS117    | Brotterode HS117    | Iron Mountain HS133 | Iron Mountain HS133 | Planica HS138  | Planica HS138  | Lahti HS130    | Lahti HS130    | Zakopane HS140 | Zakopane HS140 | punkty |        |        |        |        |        |        |        |        |        |        |        |        |        |        |        |        |        |        |        |        |        |        |        |        |        |        |        |        |        |        |        |        |        |        |        |        |        |        |
| 23                                                                            | 19                | -               | -               | -               | -               | -                            | -                            | -                | -                | -               | -                 | -                   | -                   | -                   | -                   | -                   | -                   | -                   | -                   | -                   | 50             | 40             | -              | -              | -              | -              | 20     |        |        |        |        |        |        |        |        |        |        |        |        |        |        |        |        |        |        |        |        |        |        |        |        |        |        |        |        |        |        |        |        |        |        |        |        |        |        |
| Sezon 2024/2025                                                               |                   |                 |                 |                 |                 |                              |                              |                  |                  |                 |                   |                     |                     |                     |                     |                     |                     |                     |                     |                     |                |                |                |                |                |                |        |        |        |        |        |        |        |        |        |        |        |        |        |        |        |        |        |        |        |        |        |        |        |        |        |        |        |        |        |        |        |        |        |        |        |        |        |        |        |
| Zhangjiakou HS106                                                             | Zhangjiakou HS106 | Ruka HS142      | Ruka HS142      | Engelberg HS140 | Engelberg HS140 | Bischofshofen HS142          | Bischofshofen HS142          | Sapporo HS137    | Sapporo HS137    | Sapporo HS137   | Lillehammer HS140 | Lillehammer HS140   | Kranj HS109         | Kranj HS109         | Iron Mountain HS133 | Iron Mountain HS133 | Iron Mountain HS133 | Iron Mountain HS133 | Lahti HS130         | Lahti HS130         | Zakopane HS140 | Zakopane HS140 | punkty         | punkty         | punkty         | punkty         | punkty | punkty | punkty | punkty | punkty | punkty | punkty | punkty | punkty | punkty | punkty | punkty | punkty | punkty | punkty | punkty | punkty | punkty | punkty | punkty | punkty | punkty | punkty | punkty | punkty | punkty | punkty | punkty | punkty | punkty | punkty | punkty | punkty | punkty | punkty | punkty |        |        |        |
| 3                                                                             | 6                 | 41              | 18              | 17              | 7               | 23                           | 31                           | -                | -                | -               | 10                | 18                  | 27                  | 18                  | -                   | -                   | -                   | -                   | -                   | -                   | -              | -              | 227            | 227            | 227            | 227            | 227    | 227    | 227    | 227    | 227    | 227    | 227    | 227    | 227    | 227    | 227    | 227    | 227    | 227    | 227    | 227    | 227    | 227    | 227    | 227    | 227    | 227    | 227    | 227    | 227    | 227    | 227    | 227    | 227    | 227    | 227    | 227    | 227    | 227    | 227    | 227    |        |        |        |
| Legenda                                                                       |                   |                 |                 |                 |                 |                              |                              |                  |                  |                 |                   |                     |                     |                     |                     |                     |                     |                     |                     |                     |                |                |                |                |                |                |        |        |        |        |        |        |        |        |        |        |        |        |        |        |        |        |        |        |        |        |        |        |        |        |        |        |        |        |        |        |        |        |        |        |        |        |        |        |        |
| 1 2 3 4-10 11-30 poniżej 30 dq – dyskwalifikacja - – zawodnik nie wystartował |                   |                 |                 |                 |                 |                              |                              |                  |                  |                 |                   |                     |                     |                     |                     |                     |                     |                     |                     |                     |                |                |                |                |                |                |        |        |        |        |        |        |        |        |        |        |        |        |        |        |        |        |        |        |        |        |        |        |        |        |        |        |        |        |        |        |        |        |        |        |        |        |        |        |        |

## Letni Puchar Kontynentalny

### Miejsca w klasyfikacji generalnej
| Sezon | Miejsce |
| ----- | ------- |
| 2021  | 40.     |
| 2023  | 67.     |
| 2024  | 14.     |

### Miejsca w poszczególnych konkursachLetniego Pucharu Kontynentalnego
stan po zakończeniu LPK 2024
| Źródło                                                                        | Źródło             | Źródło          | Źródło          | Źródło            | Źródło            | Źródło              | Źródło              | Źródło            | Źródło     | Źródło            | Źródło            | Źródło | Źródło | Źródło | Źródło | Źródło | Źródło | Źródło | Źródło | Źródło | Źródło | Źródło | Źródło | Źródło | Źródło | Źródło |
| ----------------------------------------------------------------------------- | ------------------ | --------------- | --------------- | ----------------- | ----------------- | ------------------- | ------------------- | ----------------- | ---------- | ----------------- | ----------------- | ------ | ------ | ------ | ------ | ------ | ------ | ------ | ------ | ------ | ------ | ------ | ------ | ------ | ------ | ------ |
| 2021                                                                          |                    |                 |                 |                   |                   |                     |                     |                   |            |                   |                   |        |        |        |        |        |        |        |        |        |        |        |        |        |        |        |
| Kuopio HS127                                                                  | Kuopio HS127       | Frenštát HS106  | Frenštát HS106  | Râșnov HS97       | Râșnov HS97       | Bischofshofen HS142 | Bischofshofen HS142 | Oslo HS106        | Oslo HS106 | Klingenthal HS140 | Klingenthal HS140 | punkty |        |        |        |        |        |        |        |        |        |        |        |        |        |        |
| 15                                                                            | 24                 | -               | -               | 13                | 17                | -                   | -                   | 25                | 21         | -                 | -                 | 73     |        |        |        |        |        |        |        |        |        |        |        |        |        |        |
| 2023                                                                          |                    |                 |                 |                   |                   |                     |                     |                   |            |                   |                   |        |        |        |        |        |        |        |        |        |        |        |        |        |        |        |
| Oslo HS106                                                                    | Oslo HS106         | Stams HS115     | Stams HS115     | Klingenthal HS140 | Klingenthal HS140 | Lake Placid HS128   | Lake Placid HS128   | Lake Placid HS128 | punkty     | punkty            | punkty            | punkty | punkty | punkty | punkty | punkty | punkty |        |        |        |        |        |        |        |        |        |
| 41                                                                            | 30                 | -               | -               | -                 | -                 | -                   | -                   | -                 | 1          | 1                 | 1                 | 1      | 1      | 1      | 1      | 1      | 1      |        |        |        |        |        |        |        |        |        |
| 2024                                                                          |                    |                 |                 |                   |                   |                     |                     |                   |            |                   |                   |        |        |        |        |        |        |        |        |        |        |        |        |        |        |        |
| Hinterzarten HS109                                                            | Hinterzarten HS109 | Trondheim HS138 | Trondheim HS138 | Stams HS115       | Stams HS115       | Klingenthal HS140   | Klingenthal HS140   | punkty            | punkty     | punkty            | punkty            | punkty | punkty | punkty | punkty | punkty |        |        |        |        |        |        |        |        |        |        |
| 12                                                                            | 35                 | dq              | 13              | 9                 | 10                | dq                  | 8                   | 129               | 129        | 129               | 129               | 129    | 129    | 129    | 129    | 129    |        |        |        |        |        |        |        |        |        |        |
| Legenda                                                                       |                    |                 |                 |                   |                   |                     |                     |                   |            |                   |                   |        |        |        |        |        |        |        |        |        |        |        |        |        |        |        |
| 1 2 3 4-10 11-30 poniżej 30 dq – dyskwalifikacja - − zawodnik nie wystartował |                    |                 |                 |                   |                   |                     |                     |                   |            |                   |                   |        |        |        |        |        |        |        |        |        |        |        |        |        |        |        |

## FIS Cup

### Miejsca w klasyfikacji generalnej
| Sezon     | Miejsce |
| --------- | ------- |
| 2018/2019 | 146.    |
| 2019/2020 | 123.    |
| 2021/2022 | 101.    |

### Miejsca w poszczególnych konkursachFIS Cupu
stan po zakończeniu sezonu 2024/2025
| Źródło                                                                        | Źródło        | Źródło           | Źródło           | Źródło           | Źródło           | Źródło           | Źródło           | Źródło          | Źródło          | Źródło         | Źródło         | Źródło        | Źródło        | Źródło               | Źródło               | Źródło         | Źródło         | Źródło         | Źródło         | Źródło       | Źródło        | Źródło        | Źródło | Źródło | Źródło | Źródło | Źródło | Źródło | Źródło | Źródło | Źródło | Źródło | Źródło | Źródło | Źródło | Źródło | Źródło | Źródło | Źródło |        |
| ----------------------------------------------------------------------------- | ------------- | ---------------- | ---------------- | ---------------- | ---------------- | ---------------- | ---------------- | --------------- | --------------- | -------------- | -------------- | ------------- | ------------- | -------------------- | -------------------- | -------------- | -------------- | -------------- | -------------- | ------------ | ------------- | ------------- | ------ | ------ | ------ | ------ | ------ | ------ | ------ | ------ | ------ | ------ | ------ | ------ | ------ | ------ | ------ | ------ | ------ | ------ |
| Sezon 2018/2019                                                               |               |                  |                  |                  |                  |                  |                  |                 |                 |                |                |               |               |                      |                      |                |                |                |                |              |               |               |        |        |        |        |        |        |        |        |        |        |        |        |        |        |        |        |        |        |
| Villach HS98                                                                  | Villach HS98  | Szczyrk HS106    | Szczyrk HS106    | Râșnov HS97      | Râșnov HS97      | Notodden HS100   | Notodden HS100   | Park City HS100 | Park City HS100 | Zakopane HS140 | Zakopane HS140 | Planica HS102 | Planica HS102 | Rastbüchl HS78       | Rastbüchl HS78       | Villach HS98   | Villach HS98   | punkty         | punkty         | punkty       | punkty        | punkty        | punkty | punkty | punkty | punkty | punkty | punkty | punkty | punkty | punkty | punkty | punkty | punkty | punkty | punkty |        |        |        |        |
| -                                                                             | -             | -                | -                | -                | -                | -                | -                | -               | -               | -              | -              | -             | -             | 35                   | 24                   | -              | -              | 7              | 7              | 7            | 7             | 7             | 7      | 7      | 7      | 7      | 7      | 7      | 7      | 7      | 7      | 7      | 7      | 7      | 7      | 7      |        |        |        |        |
| Sezon 2019/2020                                                               |               |                  |                  |                  |                  |                  |                  |                 |                 |                |                |               |               |                      |                      |                |                |                |                |              |               |               |        |        |        |        |        |        |        |        |        |        |        |        |        |        |        |        |        |        |
| Szczyrk HS104                                                                 | Szczyrk HS104 | Szczuczyńsk HS99 | Szczuczyńsk HS99 | Ljubno HS94      | Ljubno HS94      | Pjongczang HS109 | Pjongczang HS109 | Râșnov HS97     | Râșnov HS97     | Villach HS98   | Villach HS98   | Notodden HS98 | Notodden HS98 | Oberwiesenthal HS105 | Oberwiesenthal HS105 | Zakopane HS140 | Zakopane HS140 | Rastbüchl HS78 | Rastbüchl HS78 | Villach HS98 | Villach HS98  | punkty        | punkty | punkty | punkty | punkty | punkty | punkty | punkty | punkty | punkty | punkty | punkty | punkty | punkty | punkty | punkty | punkty | punkty | punkty |
| -                                                                             | -             | -                | -                | -                | -                | -                | -                | -               | -               | -              | -              | 12            | -             | -                    | -                    | -              | -              | -              | -              | -            | -             | 22            | 22     | 22     | 22     | 22     | 22     | 22     | 22     | 22     | 22     | 22     | 22     | 22     | 22     | 22     | 22     | 22     | 22     | 22     |
| Sezon 2021/2022                                                               |               |                  |                  |                  |                  |                  |                  |                 |                 |                |                |               |               |                      |                      |                |                |                |                |              |               |               |        |        |        |        |        |        |        |        |        |        |        |        |        |        |        |        |        |        |
| Otepää HS97                                                                   | Otepää HS97   | Kuopio HS100     | Kuopio HS127     | Einsiedeln HS117 | Einsiedeln HS117 | Ljubno HS94      | Ljubno HS94      | Villach HS98    | Villach HS98    | Lahti HS100    | Lahti HS100    | Falun HS100   | Falun HS100   | Kandersteg HS106     | Kandersteg HS106     | Notodden HS98  | Notodden HS98  | Zakopane HS105 | Villach HS98   | Villach HS98 | Oberhof HS100 | Oberhof HS100 | punkty |        |        |        |        |        |        |        |        |        |        |        |        |        |        |        |        |        |
| -                                                                             | -             | dq               | 10               | -                | -                | -                | -                | -               | -               | -              | -              | -             | -             | -                    | -                    | -              | -              | -              | -              | -            | -             | -             | 26     |        |        |        |        |        |        |        |        |        |        |        |        |        |        |        |        |        |
| Legenda                                                                       |               |                  |                  |                  |                  |                  |                  |                 |                 |                |                |               |               |                      |                      |                |                |                |                |              |               |               |        |        |        |        |        |        |        |        |        |        |        |        |        |        |        |        |        |        |
| 1 2 3 4-10 11-30 poniżej 30 dq – dyskwalifikacja - − zawodnik nie wystartował |               |                  |                  |                  |                  |                  |                  |                 |                 |                |                |               |               |                      |                      |                |                |                |                |              |               |               |        |        |        |        |        |        |        |        |        |        |        |        |        |        |        |        |        |        |